# WFNA
WFNA (engl.: white fuming nitric acid, ‚weiße rauchende Salpetersäure‘) ist ein flüssiges, extrem starkes Oxidationsmittel, das als Raketentreibstoff verwendet wird. Es besteht aus fast reiner Salpetersäure, weniger als 2 % Wasser und maximal 0,5 % gelöstem Stickstoffdioxid. Um die Korrosion von Metallbehältern zu verhindern, wird WFNA üblicherweise mit einem Inhibitor wie Fluorwasserstoff versetzt. Das Gemisch wird dann als IWFNA (inhibited white fuming nitric acid) bezeichnet.

## Verwendung und Eigenschaften
Neben der Verwendung als Raketentreibstoff gilt eine Mischung aus roter rauchender Salpetersäure oder WFNA mit gelöstem Distickstoffpentoxid und rauchender Schwefelsäure als das stärkste Nitriergemisch. Benzol wird so in einem Schritt zu Trinitrobenzol (TNB), Toluol zu Trinitrotoluol (TNT) umgesetzt. Die Ausbeute an TNT beträgt nahezu 100 % bezogen auf das eingesetzte Toluol, bei Benzol gibt es keine gute Ausbeute.
Da es wenig gelöste Stickoxide enthält, gilt WFNA als sicherer als RFNA. Ohne Inhibitor bildet WFNA beim Kontakt mit Metallen und einigen organischen Stoffen sofort Distickstofftetroxid. Beim Zusammenbringen mit einigen starken Reduktionsmitteln wie Unsymmetrischen Dimethylhydrazinen, Hydrazin, Anilin oder Leichtbenzin wirken WFNA und IWFNA hypergolisch, d. h., sie können sich spontan selbst entzünden.

## Sicherheitshinweise
Salpetersäure ist stark ätzend, das Gemisch kann beim Kontakt mit brennbaren Stoffen explosionsartig reagieren. Metallkontakt erzeugt giftige Stickoxide.